# João Varela
João Varela (Santa Catharina (Kaapverdië), 19 oktober 1974) is een voormalig Nederlands politicus van Kaapverdische afkomst. Hij was van 2002 tot 2006 lid van de Tweede Kamer der Staten-Generaal namens de Lijst Pim Fortuyn (LPF).

## Jeugd en studie
Varela kreeg een streng rooms-katholieke opvoeding en verhuisde op zijn zesde naar Nederland, waar zijn vader werkzaam was bij Van Nelle. Op zijn achtste liep hij van huis weg en kwam vervolgens in een pleeggezin terecht.
In 1987 was hij Nederlands jeugdkampioen verspringen en later speelde Varela op semi-professioneel niveau tennis. In 2008 speelde hij nog tennis in de Eredivisie. Varela studeerde economie aan de Erasmus Universiteit Rotterdam, waarna hij werkzaam was bij de Franse multinational L'Oréal. Daar was hij onder andere marketingmanager.

## Politiek
Varela leerde Pim Fortuyn kennen toen deze een lezing gaf op de Erasmus Universiteit. Pim Fortuyn zag in Varela een nieuw politiek talent en een voorbeeld van een perfect geïntegreerde allochtoon. Op voorspraak van Fortuyn kwam Varela op de tweede plaats van verkiezingslijst van de LPF te staan, na Fortuyn zelf. In de aanloop van de verkiezingen van 2002 trokken Fortuyn en Varela veel met elkaar op. In Het jaar van Fortuyn werd hij gespeeld door Denzel Goudmijn.
Varela was van 23 mei 2002 tot 30 november 2006 lid van de Tweede Kamer namens de LPF. Hij hield zich in het parlement onder meer bezig met Sociale Zaken en Werkgelegenheid, Financiën, Economische Zaken, Jeugdwerkloosheid, Vreemdelingenbeleid en Gezinsvorming. Van 19 december 2002 tot september 2004 had hij zitting in de Tijdelijke Commissie Onderzoek Integratiebeleid (commissie-Blok), die onderzoek deed naar het integratiebeleid in Nederland. Bij de eindconclusie nam Varela een minderheidsstandpunt in over huwelijksmigratie, die hij wilde beperken.
In februari 2003 diende Varela een motie in voor een specifiek pardon voor asielzoekers. Hij was van mening dat asielzoekers die nog niet uitgeprocedeerd waren, vijf jaar of langer in Nederland verbleven en geen criminele antecedenten hadden, recht hadden op een verblijfsvergunning. De motie werd aangenomen. In het parlement pleitte hij onder meer ook voor kernenergie. Hij stelde voor om de groei van het Nederlandse energieverbruik op te vangen door de bouw van kerncentrales in Frankrijk en de stroom hiervan te importeren. Dit kreeg echter alleen steun van de LPF en de SGP. Verder stond Varela bekend als een fervent tegenstander van harddrugs en deed hij in 2005 een voorstel om naast alcoholcontroles ook drugscontroles in het verkeer te houden. Het voorstel strandde omdat er geen betrouwbare drugstests op de markt waren.
Met Staf Depla diende Varela in 2003 een initiatiefwetsvoorstel in om de herverzekeringsplicht voor gesloten pensioenfondsen te versoepelen. Dit voorstel werd in 2004 door zowel de Tweede als Eerste Kamer aangenomen. In december 2003 werd hij door de parlementaire pers uitgeroepen tot slechtste politicus van het jaar, een uitverkiezing waarover hij zeer ontstemd was.
Varela verdween na de Tweede Kamerverkiezingen 2006 uit het parlement. Hij stond weliswaar vierde op de lijst van de LPF, maar zijn partij wist geen enkele zetel te halen. In 2006 was hij kandidaat voor de positie van wethouder in de gemeente Westland. Deze functie ging echter naar Ben van der Stee.

## Na de politiek
Voor de organisatie van een internationaal tennistoernooi in Vlaardingen ontving Varela in augustus 2006 een erepenning van de gemeente. Hij zet zich verder in als ambassadeur van Ambition by Sport voor kansarme jeugd in de grote steden van Nederland. Varela deed in 2004 mee aan het televisieprogramma Sterrenslag en in 2006 aan Sterren Dansen op het IJs. Hij is sinds 2007 werkzaam in de accountantspraktijk.
Ook was Varela enige tijd vaste columnist voor de Financiële Telegraaf over allerlei economische onderwerpen.
- Parlement.com: vg9fgopvodzu